# Puchar Ekstraklasy 2008/09
De Puchar Ekstraklasy is de opvolger van de Puchar Ligi, de League Cup van Polen. Na een onderbreking van vier jaar werd het toernooi weer gespeeld in het seizoen 2006/2007.
Aan het toernooi doen alle zestien clubs mee uit de Ekstraklasa, de hoogste voetbalcompetitie in Polen. Het toernooi begint met vier groepen van vier clubs, die allen twee keer tegen elkaar spelen. De eerste twee van elke groep gaan door naar de volgende ronde. Er volgt dan een kwartfinale, een halve finale en uiteindelijk een finale, die gespeeld wordt in het stadion van de finalist die het hoogst is geëindigd in de competitie van het voorgaande jaar.

## Winnaars
- 2007: Dyskobolia Grodzisk Wielkopolski
- 2008: Dyskobolia Grodzisk Wielkopolski
- 2009: Śląsk Wrocław

## Puchar Ekstraklasy 2008/2009

### Groepsronde

#### Groep A
| Team          | Pnt | Win | Gel | Ver | DV | DT |
| ------------- | --- | --- | --- | --- | -- | -- |
| Piast Gliwice | 10  | 3   | 1   | 2   | 9  | 9  |
| Śląsk Wrocław | 10  | 3   | 1   | 2   | 8  | 5  |
| Wisła Kraków  | 8   | 2   | 2   | 2   | 6  | 6  |
| Cracovia      | 5   | 1   | 2   | 3   | 3  | 6  |

#### Groep B
| Team           | Pnt | Win | Gel | Ver | DV | DT |
| -------------- | --- | --- | --- | --- | -- | -- |
| Ruch Chorzów   | 9   | 2   | 3   | 1   | 9  | 8  |
| Odra Wodzisław | 9   | 2   | 3   | 1   | 8  | 6  |
| Górnik Zabrze  | 9   | 2   | 3   | 1   | 6  | 4  |
| Polonia Bytom  | 4   | 1   | 1   | 4   | 5  | 10 |

#### Groep C
| Team          | Pnt | Win | Gel | Ver | DV | DT |
| ------------- | --- | --- | --- | --- | -- | -- |
| Arka Gdynia   | 14  | 4   | 2   | 0   | 14 | 5  |
| GKS Bełchatów | 10  | 2   | 4   | 0   | 11 | 7  |
| Lechia Gdańsk | 4   | 1   | 1   | 4   | 4  | 7  |
| Lech Poznań   | 4   | 1   | 1   | 4   | 4  | 14 |

#### Groep D
| Team                  | Pnt | Win | Gel | Ver | DV | DT |
| --------------------- | --- | --- | --- | --- | -- | -- |
| Legia Warszawa        | 13  | 4   | 1   | 1   | 13 | 7  |
| Polonia Warszawa      | 11  | 3   | 2   | 1   | 7  | 6  |
| Jagiellonia Białystok | 8   | 2   | 2   | 2   | 10 | 8  |
| ŁKS Łódź              | 1   | 0   | 1   | 5   | 6  | 15 |

## Kwartfinale

### Heenduels
| 16 maart 2009    | Polonia Warszawa | 0-2 | Arka Gdynia    |
| 20 februari 2009 | GKS Bełchatów    | 1-1 | Legia Warszawa |
| 24 maart 2009    | Odra Wodzisław   | 2-2 | Piast Gliwice  |
| 25 maart 2009    | Śląsk Wrocław    | 3-0 | Ruch Chorzów   |

### Returns
| 31 maart 2009 | Arka Gdynia    | 2-2          | Polonia Warschau |
| 27 maart 2009 | Legia Warschau | 1-2          | GKS Bełchatów    |
| 31 maart 2009 | Piast Gliwice  | 2-2 (2-4 ns) | Odra Wodzisław   |
| 30 maart 2009 | Ruch Chorzów   | 0-1          | Śląsk Wrocław    |

## Halve finale

### Heenduels
| 22 april 2009 | Śląsk Wrocław  | 3-0 | Arka Gdynia   |
| 21 april 2009 | Odra Wodzisław | 0-0 | GKS Bełchatów |

### Returns
| 28 april 2009 | GKS Bełchatów | 0-2 | Odra Wodzisław |
| 29 april 2009 | Arka Gdynia   | 1-0 | Śląsk Wrocław  |

## Finale
| 13 mei 2009 | Odra Wodzisław | 0-1 | Śląsk Wrocław |

Ekstraklasa ·
I liga ·
II liga ·
III liga ·
Puchar Polski ·
Puchar Ekstraklasy ·
Poolse supercup ·
PZPN ·
Nationaal voetbalelftal